# سرغر (مقاطعة فيروزآباد)
سرغر (بالفارسية: سرگر) هي قرية تقع في قسم أحمد آباد الريفي في إيران. يقدر عدد سكانها بـ 683 نسمة بحسب إحصاء 2016.